# Hössna
Hössna är kyrkbyn i Hössna socken och en småort i Ulricehamns kommun, belägen cirka 10 km öster om Ulricehamn.
I byn finns Hössna kyrka en förskola, låg- och mellanstadieskola och ett centrum för släktforskning, Konkordiahuset. Här finns också idrottsplatsen Granvalla, som är Hössna IF:s hemmaplan.